# Hypseochloa
Hypseochloa C.E.Hubb., 1936 è un genere di piante angiosperme monocotiledoni appartenente alla famiglia Poaceae (o Gramineae, nom. cons.). È l'unico genere della sottotribù Hypseochloinae Röser & Tkach, 2019.

## Etimologia
Il nome del genere deriva da due parole greche: "hypsi" (= in alto) e "chloa" (= erba). Il nome è stato dato in riferimento al suo tipico habitat ad alta quota.
Il nome scientifico del genere è stato definito dal botanico britannico Charles Edward Hubbard  (1900 - 1980) nella pubblicazione " Flora of West Tropical Africa: Second Edition" (Fl. W. Trop. Afr. [Hutchinson & Dalziel] 2: 499, in clavi, 530,anglice. 1936; et in Kew Bull. 1936, 300, latine) del 1936. Il nome scientifico della sottotribù è stato definito dai botanici contemporanei Röser e Tkach nella pubblicazione "Phylogeny, morphology and the role of hybridization as driving force of evolution in grass tribes Poeae and Poeae (Poaceae)" del 2019.

## Descrizione

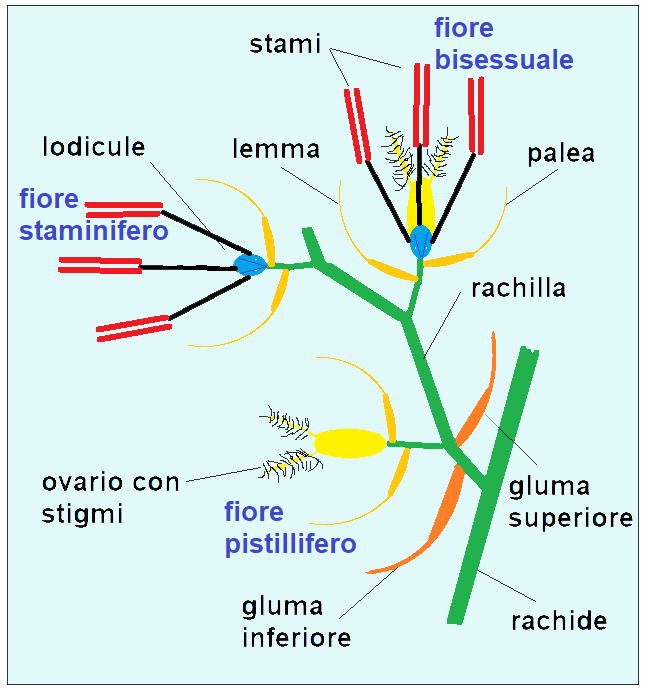
Spighetta generica con tre fiori diversi

### Portamento
Il portamento delle specie di questo genere è annuo. I culmi sono eretti o genicolato-ascendenti, cavi a sezione più o meno rotonda. In queste piante non sono presenti i micropeli. Lunghezza dei culmi: 30 cm.

### Foglie
Le foglie lungo il culmo sono disposte in modo alterno, sono distiche e si originano dai vari nodi. Sono composte da una guaina, una ligula e una lamina. Le venature sono parallelinervie. Non sono presenti i pseudopiccioli e, nell'epidermide delle foglia, le papille.
- Guaina: la guaina è abbracciante il fusto e in genere è priva di auricole.
- Ligula: la ligula è membranosa e a volte è cigliata.
- Lamina: la lamina ha delle forme generalmente lineari; la consistenza può essere flaccida.

### Infiorescenza
- Infiorescenza principale (sinfiorescenza o semplicemente spiga): le infiorescenze sono formate da spighette solitarie ed hanno la forma di una pannocchia aperta. La fillotassi dell'inflorescenza inizialmente è a due livelli, anche se le successive ramificazioni la fa apparire a spirale.
- Infiorescenza secondaria (o spighetta): le spighette, pedicellate (pedicelli filiformi), compresse lateralmente con forme ellittiche, sottese da due brattee distiche e strettamente sovrapposte chiamate glume (inferiore e superiore), sono formate da un fiore. Possono essere presenti dei fiori sterili; in questo caso sono in posizione distale rispetto a quelli fertili. Alla base di ogni fiore sono presenti due brattee: la palea e il lemma. La disarticolazione avviene con la rottura della rachilla sotto ogni fiore fertile. Le spighette sono provviste di un'estensione della rachilla.

- Glume: le glume, persistenti, sono più lunghe dei fiori e hanno gli apici acuti. La superficie è provvista di 5 venature.
- Palea: la palea è un profillo con due venature; può essere cigliata.
- Lemma: il lemma, con forme oblunghe, margini involuti e apice bidentato, a maturità diventa più duro e crostoso.

### Fiori
I fiori fertili sono attinomorfi formati da 3 verticilli: perianzio ridotto, androceo  e gineceo.
- Formula fiorale:[6]

*, P 2, A (1-)3(-6), G (2–3) supero, cariosside.
- Il perianzio è ridotto e formato da due lodicule, delle squame traslucide, poco visibili (forse relitto di un verticillo di 3 sepali). Le lodicule sono membranose e non vascolarizzate.

- L'androceo è composto da 3 stami ognuno con un breve filamento libero, una antera sagittata e due teche. Le antere sono basifisse con deiscenza laterale. Il polline è monoporato.

- Il gineceo è composto da 3-(2) carpelli connati formanti un ovario supero. L'ovario, glabro, ha un solo loculo con un solo ovulo subapicale (o quasi basale). L'ovulo è anfitropo e semianatropo e tenuinucellato o crassinucellato. Lo stilo, breve, è unico con due stigmi papillosi e distinti.

### Frutti
I frutti sono del tipo cariosside, ossia sono dei piccoli chicchi indeiscenti, con forme ovoidali, nei quali il pericarpo è formato da una sottile parete che circonda il singolo seme. In particolare il pericarpo è fuso al seme ed è aderente. L'endocarpo non è indurito e l'ilo è puntiforme. L'embrione è piccolo e provvisto di epiblasto ha un solo cotiledone altamente modificato (scutello senza fessura) in posizione laterale. I margini embrionali della foglia non si sovrappongono.

## Biologia
Come gran parte delle Poaceae, le specie di questo genere si riproducono per impollinazione anemogama; gli stigmi più o meno piumosi sono una caratteristica importante per catturare meglio il polline aereo. 
La dispersione dei semi avviene inizialmente a opera del vento (dispersione anemocora) e una volta giunti a terra grazie all'azione di insetti come le formiche (mirmecoria).

## Distribuzione e habitat
Il genere è diffuso nelle alte quote sul Monte Camerun (Africa occidentale). Si trova anche in Tanzania.

## Tassonomia
La famiglia delle Poacee comprende circa 800 generi e oltre 9.000 specie. È una delle famiglie più numerose e più importanti del gruppo delle monocotiledoni. La famiglia è suddivisa in 12 sottofamiglie, la sottotribù Hypseochloinae fa parte della sottofamiglia Pooideae, tribù Poeae.

### Specie
Il genere comprende le seguenti specie:
- Hypseochloa cameroonensis C.E.Hubb., 1936
- Hypseochloa matengoensis C.E.Hubb., 1981

### Filogenesi
La sottotribù Hypseochloinae fa parte della tribù Poeae Dumort., 1824 e quindi della supertribù Poodae L. Liu, 1980. La tribù Poeae (formata da alcune sottotribù suddivise in diverse supersottotribù) è l'ultimo nodo della sottofamiglia Pooideae ad essersi evoluto (gli altri precedenti sono la tribù Brachyelytreae, e le supertribù Nardodae, Melicodae, Stipodae e Triticodae). All'interno della tribù, la sottotribù Hypseochloinae appartiene al gruppo con le sequenze dei plastidi di tipo "Poeae" (definito "Poeae chloroplast groups 1 ") e in particolare alla supersottotribù Agrostidodinae (Soreng, 2017) insieme alle sottotribù Brizinae, Echinopogoninae, Calothecinae e Agrostidinae.
All'interno della supersottotribù la sottotribù Hypseochloinae occupa una posizione più o meno "basale". La monofilia di questo gruppo è supportata oltre che dai risultati delle analisi sul DNA, anche morfologicamente dai peculiari caratteri dei lemmi (non trovati altrove nella supersottotribù Agrostidodinae). Caratteri diagnostici per questo gruppo sono: le spighette hanno un solo fiore; le glume hanno 5 nervi; la parte apicale del lemma è profondamente bifido.
Le seguenti sono sinapomorfie relative a tutta la sottofamiglie (Pooideae):
- la fillotassi dell'inflorescenza inizialmente è a due livelli;
- le spighette sono compresse lateralmente;
- i margini embrionali della foglia non si sovrappongono;
- l'embrione è privo della fessura scutellare.

Le sinapomorfie relative alla tribù sono:
- l'ilo è puntiforme;
- nell'endosperma sono presenti dei lipidi.

Questo genere presenta la seguente sinapomorfia: il lemma a maturità diventa più duro e crostoso e con margini involuti.